# غلين موس
غلين موس (بالإنجليزية: Glen Moss)‏، من مواليد 19 يناير 1983 في هيستينغس، نيوزيلندا، لاعب كرة قدم نيوزلندي. و يلعب مع منتخب نيوزيلندا لكرة القدم وشارك في كأس العالم عام 2010.

## روابط خارجية
- غلين موس على موقع الاتحاد الدولي (مؤرشف)  (الإنجليزية)
- غلين موس على موقع قاعدة بيانات كرة القدم.إي يو (الإنجليزية)
- غلين موس على موقع ناشيونال فوتبول تيمز (الإنجليزية)
- غلين موس على موقع Soccerway.com (الإنجليزية)
- غلين موس على موقع عالم كرة القدم.نت (الإنجليزية)
- غلين موس على موقع كووورة